# Verge del Terrús d'Estanya
Verge del Terrús d'Estanya és una ermita situada al nucli d'Estanya, municipi de Benavarri, a la Franja de Ponent.